# スコット自由独立州
スコット自由独立州 (英語: Free and Independent State of Scott) あるいは単にスコット州 (英語: State of Scott)は、アメリカ南北戦争初期の1861年に、南部連合（アメリカ連合国）に属するテネシー州の中に位置しながら反奴隷制・親合衆国的なユニオニストの立場を取ったスコット郡が、テネシー州の合衆国からの分離に反抗し、みずからテネシー州からの独立を宣言して成立した州。ただしこの分離は南部の連合国にはもちろん、北部の合衆国にも承認されなかった。スコット「州」は、戦争中は他の東部テネシーの大部分と同様、北部の飛び地のようにふるまった。独立が公式に認められることはなかったが、1986年になってようやく分離状態を解消する法律が制定され、テネシー州に復帰した。

## 背景
スコット郡はもともとテネシー州の中では奴隷の数が少ない地域であり、分離を宣言した時点では61人しか登記されていなかった。テネシー州内で奴隷人口が100人を下回っていたのは、スコット郡を含め2郡だけだった。大きく3つの地域からなるテネシー州自体も資源や政治的な分裂志向が強く、南部の州の中で最後にアメリカ連合国への参加を決めることになった。スコット郡が属する東部テネシーは、中部や西部と比べて奴隷への依存度が低かった。そのため、地域の産業経済を守るために合衆国政府と戦う、という意識が希薄であった。東部テネシーの住民はむしろ合衆国の連邦制を維持し、彼らの生活に対する政府の介入を最小限に抑えることを望んでいた。そのため、テネシー州内の他の地域の裕福なビジネスマンやプランテーション農場主が全州の政治経済を牛耳っているのに不満を抱いていた。

## 自由独立州の歴史
1861年6月4日、ハンツヴィルの郡役所の階段上で、アンドリュー・ジョンソン上院議員（後の合衆国大統領。民主党議員で彼自身も奴隷所有者だったが、南北戦争では合衆国とエイブラハム・リンカン大統領を支持した）が演説を行った。「……（南部の分離主義者たちが）最も恐れているのは、北部の自由人ではなく、南部の自由人なのだ……」。ジョンソンの演説の4日後、テネシー州で連邦からの離脱の是非を問う住民投票が行われた。結果的に離脱が決定し、テネシー州は南部連合に組することになるが、スコット郡の住民に限ると連邦残留541票、離脱19票という逆の結果で大差がついていた。同年のうちに、スコット郡総会は全会一致でテネシー州からの分離を可決した。この決議を受け、急造りの「スコット独立州」(Independent State of Scott)が結成された。これにより、スコット郡は北部の合衆国に忠実な飛び地となった。

## テネシー州政府の反応
スコット「州」の独立宣言に対し、テネシー州知事イスハム・ハリスは直ちに1700人の兵を集めて「反乱」討伐隊を組織し、ハンツヴィルに差し向けた。しかし住民の激しい抵抗に遭い、討伐隊はハンツヴィルに到達できず撤退せざるを得なくなった。

## 南北戦争中のスコット
スコット一帯は戦略的価値が乏しく、山間で孤立気味の土地であり、1862年8月13日の小規模なハンツヴィルの戦いを除けば、南北戦争中に軍勢が衝突するような戦いの場となることはなかった。この戦いで2000人の敵に直面し、脱走や戦闘で多くの兵を失っていた合衆国軍のウィリアム・クリフト大佐は、残った約20人の兵を連れて街を放棄し、後背の森へ撤退した。その後、ぼろぼろの状態ながらなんとか部隊を再編したクリフトは、1862年の残りの大部分をゲリラ戦術で戦い抜いた。その後もこの地域ではブッシュワッカーによるゲリラ戦や散兵戦が行われ、隣人同士で残忍な闘争が繰り広げられた 。スコットの男性住民は合衆国軍に志願し、第七テネシー志願歩兵連隊の中核を成した。

## その後
南北戦争終結後の1868年アメリカ合衆国大統領選挙や1872年大統領選挙では、いずれも共和党候補ユリシーズ・グラントがスコットの票の9割以上を獲得した。20世紀になっても、スコット郡は強固な共和党・連邦主義の地盤であり続けた。
1986年、スコット郡は正式に分離宣言を無効とした。同時に、スコット郡はテネシー州に再加入を陳情し、儀礼的に承認された。ただし、テネシー州や合衆国、連合国がスコットの分離独立を認めたことはない。

## 痕跡

### 道路標識
ハンツヴィルの近くを通るSR 63の標識には、現在でも次のように記されている。
| 「 | 合衆国上院議員アンドリュー・ジョンソンが、1861年6月4日にハンツヴィルの郡役所で分離に反対する演説を行った。4日後の投票で、スコット郡は他のテネシーのどの郡よりも高い割合で分離反対票を集めた。その年のうちに、州の分離行動を無視した郡議会は、州からの分離を決議しスコット自由独立州を結成した。 | 」 |